# Ревзин, Евгений Исаакович
Евге́ний Исаа́кович Ре́взин (род. 17 мая 1972, Москва) — российский журналист и медиаменеджер, педагог. Основатель телеканала РБК, газеты РБК daily, телеканала «Коммерсантъ ТВ» и радиостанции Business FM. Брат архитектурного критика Григория Ревзина.

## Биография
Родился в 1972 году в Москве в семье известных лингвистов Исаака Ревзина и Ольги Ревзиной (Карпинской).
В 1995 году окончил с красным дипломом филологический факультет МГУ, учился в аспирантуре филологического факультета. В качестве переводчика современной британской беллетристики и литературоведения сотрудничал с издательством «Радуга» и «ОГИ». Работал заместителем главного редактора литературоведческого журнала «Частная мифология», обозреватель ВГТРК (1998—2000), руководитель представительства ВГТРК на Северном Кавказе (1999—2000), представлен к Ордену Мужества.
С 2000 по 2006 — сотрудник медиахолдинга РБК, заместитель генерального директора по информационной политике, контролировал запуск телеканала РБК и газеты РБК daily, руководил работой всех информационных подразделений холдинга. В 2006 году — первый главный редактор радиостанции Business FM, креативный директор и миноритарный акционер холдинга «Объединенные медиа», в состав которой входила радиостанция.
С 2008 — генеральный продюсер радиостанции «Коммерсантъ FM», создатель телеканала «Коммерсантъ ТВ».
Преподавал журналистику в МГУ и РГГУ.

## Семья
- Родители — Исаак Иосифович Ревзин (1923—1974), лингвист, доктор филологических наук, один из основателей Тартуской школы; Ольга Григорьевна Ревзина (1939), лингвист.
- Брат — Григорий Исаакович Ревзин (род. 1964), архитектурный критик и журналист.
- Двоюродные деды — Григорий Иосифович Ревзин (1885—1961), писатель, член Союза писателей СССР, экономист; печатался с 1937 года, в серии Жизнь замечательных людей вышли его книги «Колумб» (1937—1947), «Риэго» (1939, 1958), «Коперник» (1949), «Ян Жижка» (1952); Яков Самойлович Улицкий — демограф, музыковед, учёный в области научной организации труда, дед Людмилы Улицкой.

Зоя Ревзина — член ЦК партии левых эсеров, погибла.